# David Hirst
David Eric Hirst (Cudworth, 7 dicembre 1967) è un ex calciatore inglese, di ruolo attaccante.

## Biografia
Anche suo figlio George (nato il 15 febbraio 1999) è stato un calciatore dello Sheffield Wednesday.
Giocava come centravanti, ed era dotato di un tiro potente e preciso, a lui appartiene infatti uno dei tiri più potenti della storia del calcio quando colpì una traversa con un tiro da 193 km/h, questo primato è condiviso assieme all'irlandese Steven Reid, all'olandese Arjen Robben e al brasiliano Ronny.
Jamie Vardy ha dichiarato di ispirarsi a lui, in quanto suo idolo fin da bambino e inoltre quando nel 2016 stava per diventare un giocatore dell'Arsenal ha rifiutato prendendo esempio proprio di Hirst, il quale durante la sua carriera è stato continuamente corteggiato da grandi club Manchester United su tutti ma  ha preferito di rimanere nella sua squadra per diventare un idolo dei tifosi, stessa decisione presa da Vardy

## Statistiche

### Cronologia presenze e reti in nazionale
| Cronologia completa delle presenze e delle reti in nazionale ― Inghilterra | Cronologia completa delle presenze e delle reti in nazionale ― Inghilterra | Cronologia completa delle presenze e delle reti in nazionale ― Inghilterra | Cronologia completa delle presenze e delle reti in nazionale ― Inghilterra | Cronologia completa delle presenze e delle reti in nazionale ― Inghilterra | Cronologia completa delle presenze e delle reti in nazionale ― Inghilterra | Cronologia completa delle presenze e delle reti in nazionale ― Inghilterra | Cronologia completa delle presenze e delle reti in nazionale ― Inghilterra |
| Data                                                                       | Città                                                                      | In casa                                                                    | Risultato                                                                  | Ospiti                                                                     | Competizione                                                               | Reti                                                                       | Note                                                                       |
| -------------------------------------------------------------------------- | -------------------------------------------------------------------------- | -------------------------------------------------------------------------- | -------------------------------------------------------------------------- | -------------------------------------------------------------------------- | -------------------------------------------------------------------------- | -------------------------------------------------------------------------- | -------------------------------------------------------------------------- |
| 1-6-1991                                                                   | Sydney                                                                     | Australia                                                                  | 0 – 1                                                                      | Inghilterra                                                                | Amichevole                                                                 | -                                                                          | 46’                                                                        |
| 8-6-1991                                                                   | Wellington                                                                 | Nuova Zelanda                                                              | 0 – 2                                                                      | Inghilterra                                                                | Amichevole                                                                 | 1                                                                          | 46’                                                                        |
| 19-2-1992                                                                  | Londra                                                                     | Inghilterra                                                                | 2 – 0                                                                      | Francia                                                                    | Amichevole                                                                 | -                                                                          | 46’                                                                        |
| Totale                                                                     |                                                                            | Presenze                                                                   | 3                                                                          |                                                                            | Reti                                                                       | 1                                                                          |                                                                            |

## Palmarès

### Club

#### Competizioni nazionali
- Coppa di Lega inglese: 1

Sheffield Wednesday: 1990-1991